# Bundesstrasse 208
Bundesstrasse 208 är en förbundsväg i norra Tyskland. Den går från Bad Oldesloe via Ratzeburg till Wismar. Dess längd uppgår till omkring 72 kilometer. Vägen korsar motorvägarna A1 och A20.